# 埃罗勒
埃罗勒（法語：Eyroles，法語發音：[ɛʁɔl]）是法国德龙省的一个市镇，属于尼永斯区。

## 地理
埃罗勒（44°25'2"N, 5°13'36"E）面积8.75 平方千米，位于法国奥弗涅-罗讷-阿尔卑斯大区德龙省，该省份为法国东南部内陆省份，北起顺时针与伊泽尔省、上阿尔卑斯省、上普罗旺斯阿尔卑斯省、沃克吕兹省和阿尔代什省接壤。
与埃罗勒接壤的市镇（或旧市镇、城区）包括：孔多塞、屈尔尼耶、莱皮耶、萨于讷、圣费雷奥勒-特朗特帕、维勒佩尔德里。

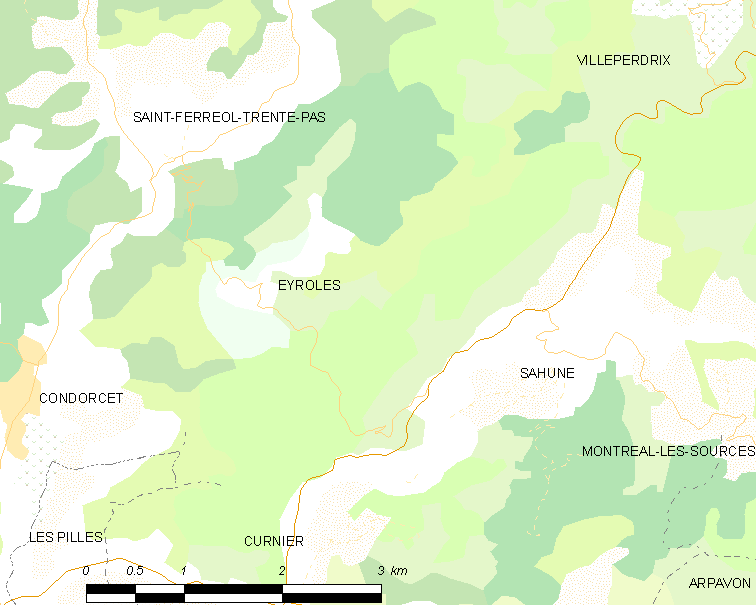
埃罗勒的OSM定位图

埃罗勒的时区为UTC+01:00、UTC+02:00（夏令时）。

## 行政
埃罗勒的邮政编码为26110，INSEE市镇编码为26130。

## 政治
埃罗勒所属的省级选区为尼永斯-巴罗尼县。

## 人口

1962-2008年间埃罗勒人口变化图示

埃罗勒于2022年1月1日时的人口数量为22人。